# ملاکلا (نوشهر)
ملاکلا، روستایی است از توابع بخش مرکزی شهرستان نوشهر در استان مازندران ایران.

## جمعیت
این روستا در دهستان بلده کجور قرار دارد و براساس سرشماری مرکز آمار ایران در سال ۱۳۸۵، جمعیت آن ۴۳۶ نفر (۱۰۲خانوار) بوده‌است. مردم  ملاکلا از قومیت طبری هستند. مردم  ملاکلا به زبان طبری با گویش کجوری سخن می‌گویند.